# Straßenbahn Bielsko-Biała
Die Straßenbahn Bielsko-Biała war eine elektrische Straßenbahn in der polnischen Stadt Bielsko-Biała (Bielitz-Biala), die von 1895 bis 1971 in Betrieb war.

## Geschichte

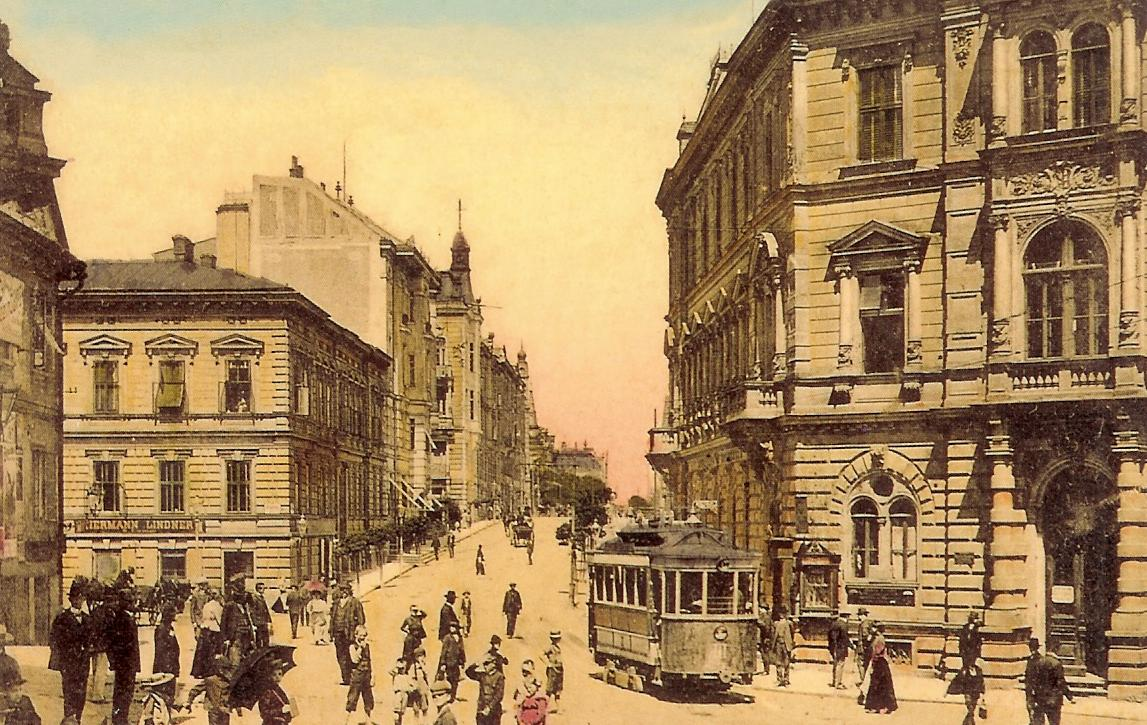
Triebwagen mit bereits verglaster Plattform

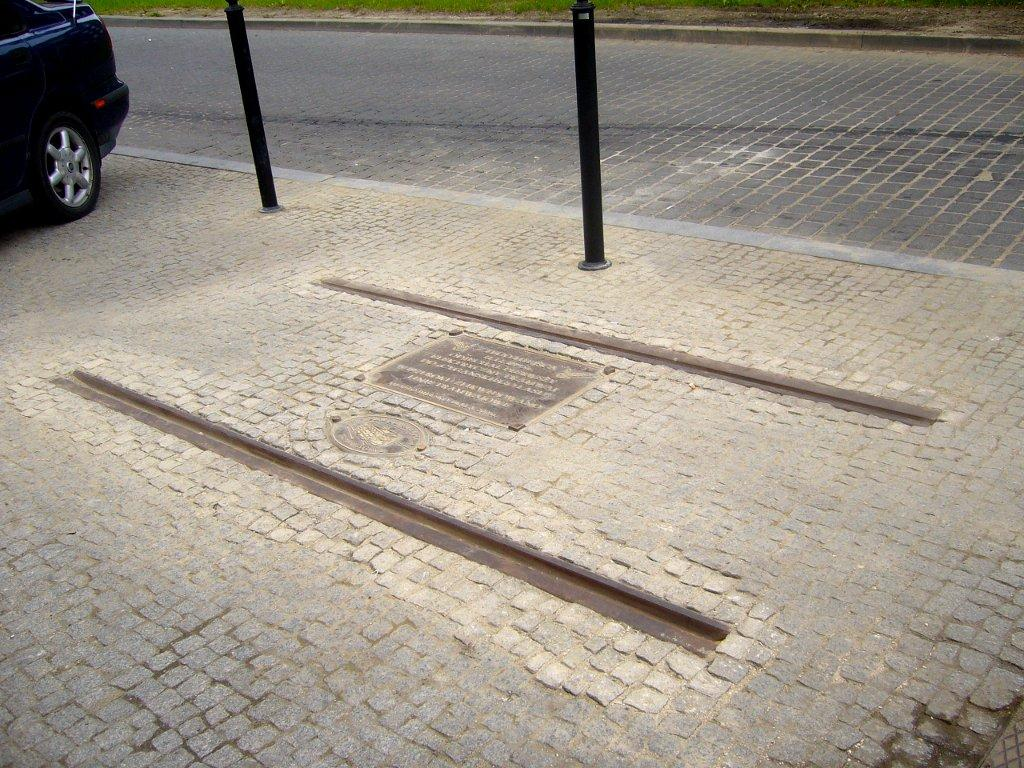
Schienenrest als Denkmal

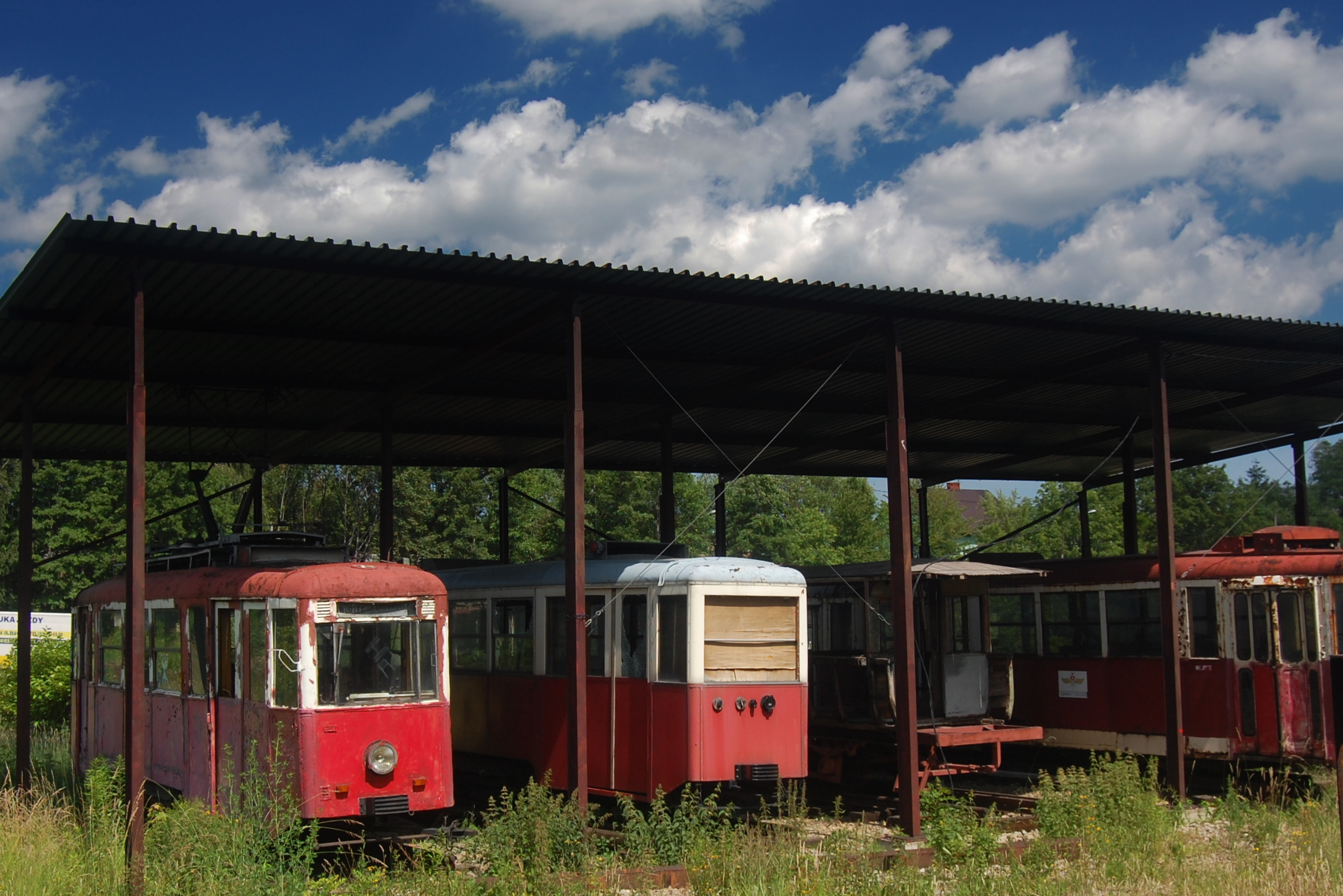
Erhaltene Fahrzeuge

Bereits 1884, nur drei Jahre nach der Eröffnung der ersten elektrischen Straßenbahn in Berlin, wurden Überlegungen zur Einführung eines Straßenbahnbetriebes im damals österreichischen Bielitz angestellt, jedoch fehlte ein Kraftwerk für die Energieversorgung der Straßenbahn.
Am 5. Mai 1895 wurde die Konzession für eine mit elektrischer Kraft zu betreibender Kleinbahn Bielitz-Zigeunerwald im Reichsgesetzblatt veröffentlicht. Konzessionäre waren Alois Bernaczik in Bielitz im Vereine mit dem Ingenieur Max Déri in Wien.
Das Kraftwerk wurde bereits im Jahr 1893 errichtet, die Straßenbahn – eine der ersten in Österreich-Ungarn – nahm am 11. Dezember 1895 nach einer Bauzeit von sieben Monaten den Betrieb auf. Beide wurden federführend von der Internationalen Elektrizitäts-Gesellschaft (ein Tochterunternehmen von Ganz & Co.) errichtet, den Bau der Strecke besorgte ein ortsansässiges Bauunternehmen. Noch vor der Eröffnung veröffentlichte die Zeitung Der Bautechniker einen kurzen Artikel zum Bau und über eine Probefahrt.
Die ursprüngliche Straßenbahnlinie war 4,9 km lang und führte vom Bahnhof Bielsko-Biała Główna der Kaiser Ferdinands-Nordbahn durch die Stadt zum Ziegeunerwald (polnisch Cygański Las). Insgesamt gab es sechs Ausweichen auf der Strecke, die größte Steigung betrug 54 Promille und der kleinste Kurvenradius 35 Meter. Die Bahn befuhr ausschließlich öffentliche Straßen und Grundstücke. Während auf der Stadtstrecke Rillenschienen verlegt wurden, lagen auf den Überlandstrecken Vignolschienen.
Die Bahn war von Anfang an sehr erfolgreich, bereits 1896 verkehrten zwischen 5:30 und 22:30 Uhr zu jedem Zug der KFNB ein Wagen der Straßenbahn, insgesamt wurden so täglich 108 Zugfahrten abgewickelt. Die Strecke war in drei Tarifzonen unterteilt, eine Fahrt vom Bahnhof zum Zigeunerwald kostete insgesamt 20 Kreuzer.
Die zweite, ungefähr 2,5 km lange Strecke wurde erst 1951 eröffnet und führte vom Bahnhof in die Plattenbau-Siedlung Aleksandrowice. Beide Linien verkehrten nur in der Stadthälfte Bielsko. Die zweite Hälfte, Biała, erhielt nie einen Straßenbahnanschluss.
Die Linie 2 wurde im November 1970 nach weniger als 20 Jahren Betrieb eingestellt. Die Linie 1 folgte am 30. April 1971.

## Fahrzeuge
Die anfangs beschafften zweiachsigen Fahrzeuge stammten vom Hersteller Actiengesellschaft Electrizitätswerke vorm. O. L. Kummer & Co. in Dresden (Triebwagen) sowie von der Grazer Waggonfabrik (Beiwagen).
Die ursprünglich fünf Triebwagen besaßen einen Achsstand von 1.700 mm und boten bei einem Eigengewicht von 5,2 t insgesamt 38 Personen Platz (18 Sitz- und 20 Stehplätze). Sie wurden von zwei Motoren à 15 PS Leistung angetrieben. Der Fahrschalter war so konstruiert, dass der Fahrer mit einer Kurbel sowohl die Fahrstufen als auch die Bremsung des Wagens steuern konnte. Zudem war die Signalglocke direkt auf der Fahrschalterkurbel montiert. Mittels eines kleinen Umschalthebels konnte von Serien- auf Parallelschaltung sowie auf die Widerstandsbremse umgeschaltet werden. Die zwei Beiwagen fassten insgesamt 32 Personen (22 Sitz- und 10 Stehplätze) bei einem Wagengewicht von 2,6 t und einem Achsstand von 2.000 mm. Sie waren bereits elektrisch beleuchtet, gebremst wurde allerdings noch rein mechanisch über eine „amerikanische Kettenbremse“.
Nach dem Zweiten Weltkrieg kamen auch Fahrzeuge des polnischen Herstellers Konstal hinzu.

## Erinnerungskultur
Im Stadtzentrum befindet sich ein Gedenkgleis nebst einer Erinnerungs- bzw. Informationstafel.
Einige Fahrzeuge sind noch in überwiegend schlechtem Zustand erhalten, darunter auch ein Originalbeiwagen von 1895. Einer der erhaltenen Konstal-Triebwagen befindet sich zur Rekonstruktion in Łódź.